# نیوفاندلند (پنسیلوانیا)
نیوفاندلند (به انگلیسی: Newfoundland) یک منطقهٔ مسکونی در ایالات متحده آمریکا است که در پنسیلوانیا واقع شده‌است. نیوفاندلند ۴۰۰ متر بالاتر از سطح دریا واقع شده‌است.